# Anna Maria Roos
Anna Maria Roos, född 9 april 1862 i Finska församlingen i Stockholm, död 23 april 1938 i Bombay, Indien, var en svensk lärare, författare, teosof och sångtextförfattare. Några av hennes verk publicerades under pseudonymen Alfaro.

## Biografi
Roos var dotter till generalpostdirektören Adolf Wilhelm Roos och hans hustru Sophie samt dotterdotter till justitiestatsminister Johan Nordenfalk. Barndomens somrar tillbringades hos mormodern friherrinnan Maria Nordenfalk på Blekhem. Hon studerade vid Högre lärarinneseminariet 1879–1881 och var redaktionssekreterare i Ord och Bilds redaktion 1898–1902 och ordförande i Nya Idun i Stockholm 1898–1905. 
Mest kända är hennes läseböcker Sörgården och I Önnemo (ur Hem och hembygd), med förebilden i  Kålåkers by i Törnsfalls socken i östra Småland; hennes mor Sophie Nordenfalk var född och uppvuxen på Blekhem i Törnsfall och där hade hon sin släktrötter. Böckerna ingick i serien Läseböcker för Sveriges barndomsskolor, utgivna av Alfred Dalin och Fridtjuv Berg. 
Roos skrev också barnvisor, såsom Blåsippan ute i backarna står och Tre små gummor och hon var också dramatiker och skrev såväl sagospel som små historiska scener för barn.  
Genom att fadern var Kungliga postverkets generaldirektör kom Sveriges första postsparbanksbok att ställas  ut på Anna Maria Roos.

### Diktsamlingar
- I gryningen (1894)
- Aderton år. Stockholm: Wahlström & Widstrand. 1902. Libris 19596489. http://hdl.handle.net/2077/45788

### Noveller och berättelser
- Tysta djup. Stockholm: Wahlström & Widstrand. 1895. Libris 19596461. http://hdl.handle.net/2077/45786
- Sagan om den sköna prinsessan Li-Hang-Tse och andra berättelser. Stockholm: Geber. 1899. Libris 19716098. http://hdl.handle.net/2077/47837
- Marika (1901)
- Valands saga (1903)
- Sagan om Ivalde och hans ätt (1903)
- Araber : Skildringar från Algeriet. Stockholm: Hierta. 1905. Libris 19694853. http://hdl.handle.net/2077/47549
- Svipdags saga (1906)
- Syster Dione (1907)
- Elsie von Tharow (1908)
- På sällsamma vägar (1908–1909)

### Böcker för barn
- Lilla Elnas sagor. Stockholm: Bonnier. 1894. Libris 19596407. http://hdl.handle.net/2077/45790
- I hvitavall. Stockholm: Wahlström & Widstrand. 1895. Libris 19521221. http://hdl.handle.net/2077/44626
- Luve Lulls sagor (1898)
- Gräshoppans visor (1899–1900)
- Maria Nyckelpigas visbok (1901)
- Fyra barn i Biskra (1909)
- De sju ljusen (1912)
- Hem och hembygd (1912)
- Gustav Vasas äventyr i Dalarne (1914) - illustratör Gunnar Widholm

#### Dramatik för barn
- Lekar och sagospel (1915)
- Ur svenska historien (1915)
- Jockum och de båda trollen (1916)
- Arabia land och andra sagospel (1937)

#### Läroböcker
- Hem och hembygd. 1:a skolåret: Sörgården. Stockholm: Bonnier. 1912. Libris 2177066 - Illustratör: Brita Ellström. - Total upplaga: 1 000 000 exemplar.
- Hem och hembygd. 2:a skolåret: I Önnemo. Stockholm: Bonnier. 1912. Libris 2177067 - Illustratör: Ingeborg Uddén. - Total upplaga: 825 000 exemplar.
- Förövningar till fullständigande av de första läsövningarna i Sörgården. Stockholm: Bonnier. 1913. Libris 1638726
- Önnemofolk: berättelser och visor. Stockholm: Bonnier. 1917. Libris 1657820. https://runeberg.org/amrofolk/
- Sörgården: [första skolåret]. Läseböcker för Sveriges barndomsskolor, 99-0345047-8 Hem och hembygd (Omarb. uppl. /med illustr. av Saga Walli). Stockholm: Bonnier. 1936. Libris 1304396 - Omarbetad upplaga med illustrationer av Saga Walli. - Total upplaga: 225 000 exemplar.
- I Önnemo: andra skolåret. Läseböcker för Sveriges barndomsskolor, 99-0345047-8 (Omarb. uppl.). Stockholm: Sv. Bokförl. 1937. Libris 2021493 - Omarbetad upplaga med illustrationer av Saga Walli. - Total upplaga: 225 000 exemplar.
- Med Sörgårdsbarnen och deras vänner: en bredvidläsningsbok för de båda första skolåren. Stockholm: Sv. bokförl. 1937. Libris 1375635 - Illustratör: Saga Walli.

### Övrigt
- Fariseism i våra dagar (1902)
- Dolda krafter. 1. Stockholm. 1905. Libris 19706389. http://hdl.handle.net/2077/47733
- Dolda krafter. 2, Psykisk kraft. Stockholm. 1906. Libris 19707801. http://hdl.handle.net/2077/47766
- Dolda krafter. 3, Andligt uppvaknande : gudomlig magi. Stockholm. 1906. Libris 19707250. http://hdl.handle.net/2077/47749
- Framtidens religion och framtidens kvinna. Stockholm: Wahlström & Widstrand. 1908. Libris 19706393. http://hdl.handle.net/2077/47709
- Ett gammalt familjearkiv (1909)
- Teosofi och Teosofer. Stockholm: Norstedt. 1913. Libris 19695055. http://hdl.handle.net/2077/47518
- Ur Spaniens diktning (1914)